# Коламбія (Кентуккі)
Коламбія (англ. Columbia) — місто (англ. city) в США, в окрузі Адер штату Кентуккі. Населення — 4845 осіб (2020).

## Географія
Коламбія розташована за координатами 37°6′12″ пн. ш. 85°18′27″ зх. д. / 37.10333° пн. ш. 85.30750° зх. д. (37.103437, -85.307537). За даними Бюро перепису населення США в 2010 році місто мало площу 12,63 км², з яких 12,53 км² — суходіл та 0,10 км² — водойми.

## Демографія
Згідно з переписом 2010 року, у місті мешкали 4452 особи в 1637 домогосподарствах у складі 898 родин. Густота населення становила 353 особи/км². Було 1884 помешкання (149/км²).
Расовий склад населення:
| - 88,8 % — білих - 7,7 % — чорних або афроамериканців - 0,5 % — азіатів - 0,2 % — корінних американців - 0,1 % — вихідців з тихоокеанських островів - 1,1 % — осіб інших рас |

До двох чи більше рас належало 1,6 %. Частка іспаномовних становила 1,9 % від усіх жителів.
За віковим діапазоном населення розподілялося таким чином: 16,7 % — особи молодші 18 років, 65,8 % — особи у віці 18—64 років, 17,5 % — особи у віці 65 років та старші. Медіана віку мешканця становила 31,3 року. На 100 осіб жіночої статі у місті припадало 90,8 чоловіків; на 100 жінок у віці від 18 років та старших — 87,5 чоловіків також старших 18 років.
Середній дохід на одне домашнє господарство становив 36 037 доларів США (медіана — 25 433), а середній дохід на одну сім'ю — 51 350 доларів (медіана — 39 818). Медіана доходів становила 34 631 долар для чоловіків та 25 580 доларів для жінок. За межею бідності перебувало 19,2 % осіб, у тому числі 28,3 % дітей у віці до 18 років та 19,8 % осіб у віці 65 років та старших.
Цивільне працевлаштоване населення становило 1473 особи. Основні галузі зайнятості: освіта, охорона здоров'я та соціальна допомога — 33,9 %, виробництво — 18,5 %, роздрібна торгівля — 17,0 %.